# Lotnisko Lisičji Jarak
Lotnisko Lisičji Jarak (IATA: LJB, ICAO: LYBJ) – lotnisko położone 13 kilometrów na północ od Belgradu (Serbia) koło Padinskiej Skely. Używane jest do celów sportowych.